# Oleško
Oleško (deutsch Woleschko) ist eine Gemeinde in Tschechien. Sie liegt acht Kilometer südöstlich von Lovosice und gehört zum Okres Litoměřice.

## Geographie
Das Dorf befindet linkselbisch am Südrand des Waldgebietes Travčický les. Im Nordwesten erhebt sich der Mrchový kopec (211 m). In Oleško nimmt der Graben Libotenická strouha seinen Anfang. Südlich des Dorfes verläuft die Eisenbahntrasse von Lovosice nach Roudnice nad Labem, an der Oleško einen Bahnhalt besitzt.
Nachbarorte sind Travčice im Norden, Nučničky im Nordosten, Libotenice im Osten, Hrobce im Südosten, Rohatce im Süden, Dolánky nad Ohří im Südwesten sowie Hrdly im Westen.

## Geschichte
Erstmals erwähnt wurde Oleško im Jahre 1226 in einer Urkunde Ottokars I. Přemysl als Besitz des Klosters Doksany.
1848 wurde das aus 19 Häusern bestehende Dorf nach der Ablösung der Patrimonialherrschaften eigenständig.

## Ortsgliederung
Für die Gemeinde Oleško sind keine Ortsteile ausgewiesen.

## Sehenswürdigkeiten
- Kapelle am Dorfplatz